# Casa Rosa (la Vall de Boí)
La Casa Rosa és una obra de la Vall de Boí (Alta Ribagorça) inclosa a l'Inventari del Patrimoni Arquitectònic de Catalunya.

## Descripció
Casa pagesa construïda a banda i banda de la muralla aprofitant dues torres i el parament que les uneix.
Està constituïda per un volum principal, cobert a dos vessants amb el carener coincidint amb el pany de muralla, al que s'adossa un altre cos que aprofita la torre de la cantonada, amb coberta a dos vessants perpendicular a la del primer cos, un tercer cos que aprofita la torre central del pany est de la muralla, també cobert a dos vessants i un últim cos, destinat a paller més baix, situat a l'exterior del recinte i amb el carener perpendicular a la muralla. El conjunt té dos accessos, un pel carrer Muralla i l'altre, obert a la muralla pel nivell inferior. L'habitatge, que ocupa part de la planta a nivell del carrer interior, té poques obertures a l'exterior.